# Neoechinorhynchus crassus
Neoechinorhynchus crassus är en hakmaskart som beskrevs av Van Cleave 1919. Neoechinorhynchus crassus ingår i släktet Neoechinorhynchus och familjen Neoechinorhynchidae. Inga underarter finns listade i Catalogue of Life.